# Enciso, La Rioja
Enciso, La Rioja tỉnh và cộng đồng tự trị La Rioja, phía bắc Tây Ban Nha. Đô thị này có diện tích là 69,69 ki-lô-mét vuông, dân số năm 2009 là 162 người với mật độ 2,32 người/km². Đô thị này có cự ly 72 km so với Logroño.